# Center Harbor
Center Harbor est une municipalité américaine située dans le comté de Belknap au New Hampshire. Selon le recensement de 2010, sa population est de 1 096 habitants.

## Géographie
La municipalité s'étend sur 16,53 milles carrés (42,81 km2), dont 3,18 milles carrés (8,24 km2) d'étendues d'eau.

## Histoire
La localité doit son nom à sa localisation entre les ports (en anglais : harbors) de Meredith et Moultonborough ainsi qu'à la famille Senter, propriétaire de nombreuses terres alentour. Center Harbor devient une municipalité indépendante de New Hampton en 1797.